# Кампано (лунный кратер)
Кратер Кампано (лат. Campanus) — крупный ударный кратер на юго-западной границе Моря Облаков на видимой стороне Луны. Название присвоено в честь итальянского математика Джованни Кампано (XIII век) и утверждено Международным астрономическим союзом в 1935 г. Образование кратера относится к раннеимбрийскому периоду.

## Описание кратера

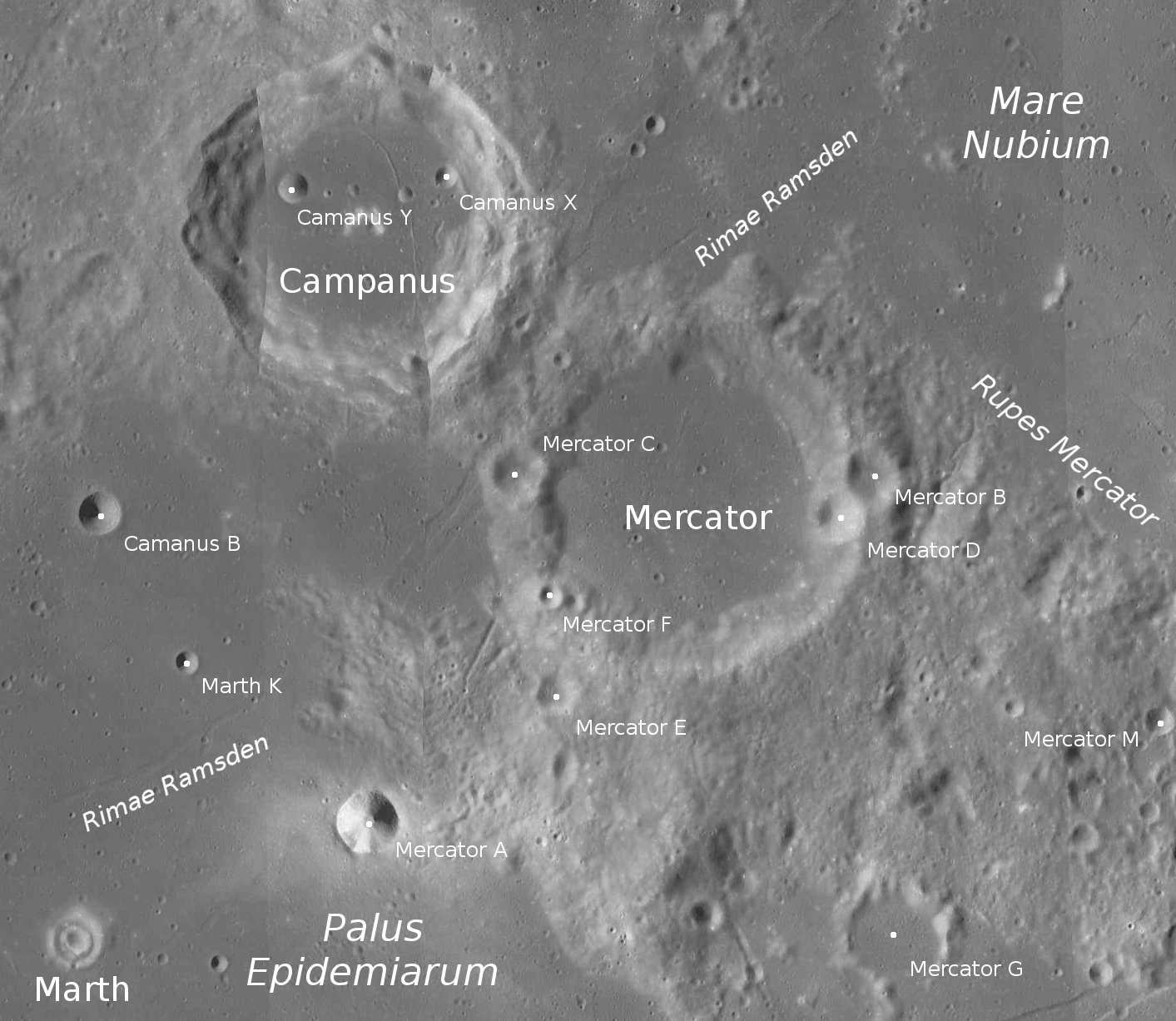
Окрестности кратера Кампано. Снимок зонда Lunar Reconnaissance Orbiter.

Ближайшими соседями кратера являются кратер Гиппал на северо-западе; кратер Кениг на северо-востоке; кратер Кис на востоке-северо-востоке; кратер Меркатор на юго-востоке и кратер Данторн на юго-западе. На западе и севере от кратера Кампано находятся борозды Гиппала, на западе уступ Кельвина; на северо-западе лежит Море Влажности; на северо-востоке Море Облаков; на юго-востоке находятся уступ Меркатора и борозда Гесиода; на юге располагаются Болото Эпидемий и борозды Рамсдена. Селенографические координаты центра кратера 28°02′ ю. ш. 27°54′ з. д. / 28,04° ю. ш. 27,9° з. д., диаметр 46,4 км, глубина 2 км.
Кратер Кампано имеет полигональную форму с выступом в западной части и небольшой впадиной в северо-северо-западной части, практически не подвергся разрушению. Вал с острой кромкой и террасовидным внутренним склоном, в южной части вала находится седловидная расщелина. Высота вала над окружающей местностью достигает в западной части 1800 м , объем кратера составляет приблизительно 1800 км³. Дно чаши с низким альбедо, затоплено базальтовой лавой, над поверхностью лавы выступает лишь вершина центрального пика. Состав центрального пика - анортозитовый норит (AN), габбро-норито-троктолитовый анортозит с содержанием плагиоклаза 85-90 % (GNTA1) и габбро-норито-троктолитовый анортозит с содержанием плагиоклаза 80-85 % (GNTA2).. В северо-западной и восточной частях чаши находятся маленькие кратеры, в том числе сателлитные кратеры Кампано X и Кампано Y (см. ниже). Восточнее центрального пика с севера на юг проходит тонкая борозда.

## Сателлитные кратеры
| Кампано | Координаты                                            | Диаметр, км |
| ------- | ----------------------------------------------------- | ----------- |
| A       | 25°59′ ю. ш. 28°40′ з. д. / 25,99° ю. ш. 28,67° з. д. | 11,1        |
| B       | 29°19′ ю. ш. 29°14′ з. д. / 29,32° ю. ш. 29,24° з. д. | 5,9         |
| G       | 28°40′ ю. ш. 31°22′ з. д. / 28,66° ю. ш. 31,36° з. д. | 8,2         |
| K       | 26°42′ ю. ш. 28°25′ з. д. / 26,7° ю. ш. 28,42° з. д.  | 4,8         |
| X       | 27°50′ ю. ш. 27°25′ з. д. / 27,84° ю. ш. 27,41° з. д. | 3,1         |
| Y       | 27°53′ ю. ш. 28°13′ з. д. / 27,88° ю. ш. 28,22° з. д. | 4,4         |

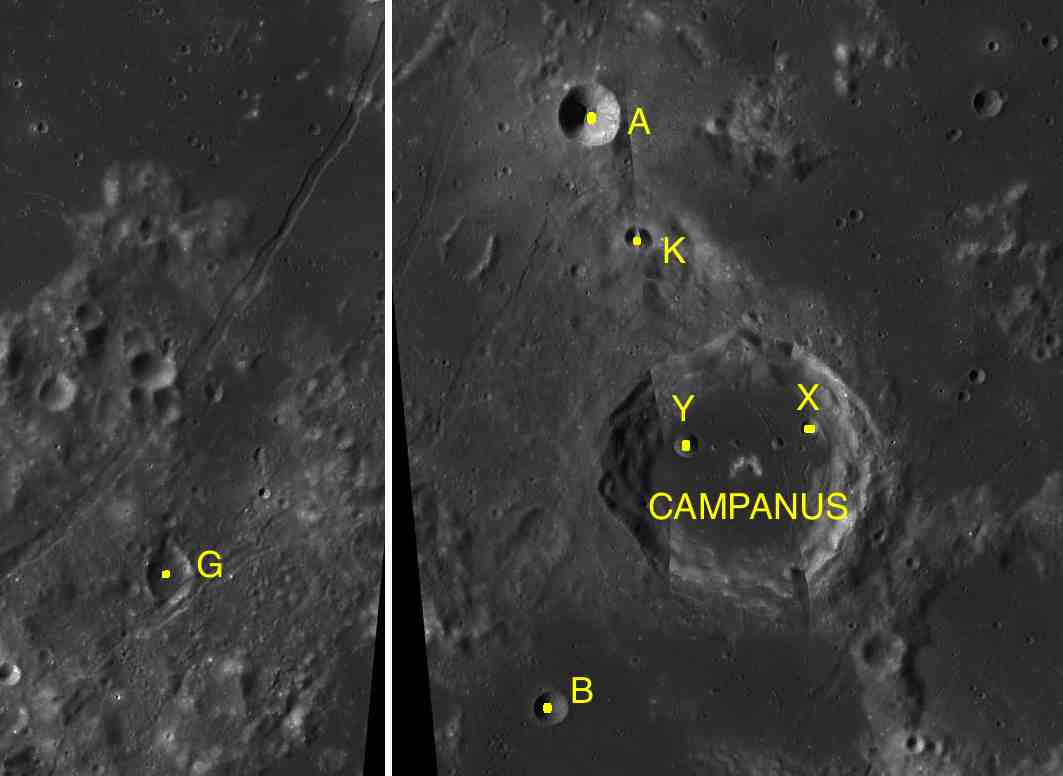
Фрагменты карт LAC-93, LAC-94.

- Сателлитный кратер Кампано A включен в список кратеров с яркой системой лучей Ассоциации лунной и планетарной астрономии (ALPO)[7] и в список кратеров с темными радиальными полосами на внутреннем склоне Ассоциации лунной и планетарной астрономии (ALPO)[8].

## См.также
- Список кратеров на Луне
- Лунный кратер
- Морфологический каталог кратеров Луны
- Планетная номенклатура
- Селенография
- Минералогия Луны
- Геология Луны
- Поздняя тяжёлая бомбардировка